# Alstonia scholaris
Alstonia scholaris je tropický strom z čeledi toješťovité (Apocynaceae), původem z Indočíny.

## Popis

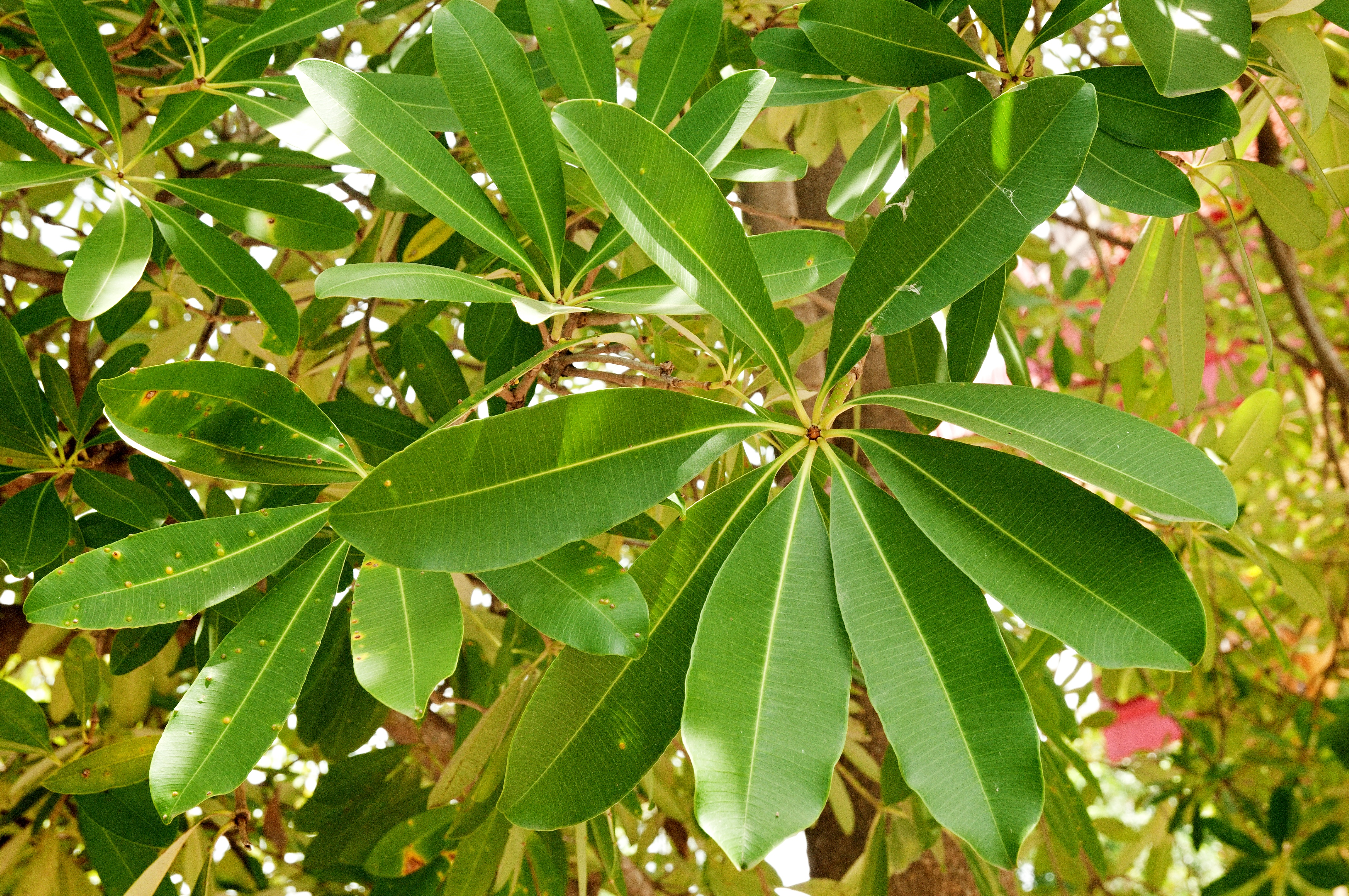
Alstonia scholaris - list

Alstonia scholaris je strom s výrazně vrásčitou kůrou, dorůstající výšky 18–26 metrů. Listy jsou oválné, řapíkaté a dlouhé až 20 cm, široké jsou přes 10 cm. Líc listu je lesklá a hladká, rub bílý s výraznou pravoúhlou žilnatinou. Kůra je hnědošedá a výrazně hořká, nacházejí se na ní výrazné tmavé skvrny. Květy jsou bílé, nálevkovité, ve vrcholičnatých květenstvích.

## Areál rozšíření
Alstonia scholaris roste v celé jihovýchodní Asii, v jižní Číně, na indickém subkontinentu a v severní Austrálii.

## Použití
Kůra alstonie se používala jako psací materiál, což odráží její latinský název. V lidovém léčitelství se odvar z ní používá jako lék na menstruační bolesti. V homeopatii se čaj z alstonie používá na léčení chronických průjmů a úplavice. Na Srí Lance se dřevo používá k výrobě rakví.
Kůra obsahuje alkaloidy ditamin, echitamin a echitetin. V semenech se nachází chlorogenin fungující jako afrodisiakum a zároveň je silným alergenem.